# Virgin Galactic
Virgin Galactic — американская компания, входящая в Virgin Group и планирующая организовывать туристические суборбитальные космические полёты и запуски небольших искусственных спутников. В будущем компания планирует предложить своим клиентам и орбитальные полёты.
Сам полёт представляет собой подъём до 16-километровой отметки, затем происходит отстыковка космолёта SpaceShipTwo от самолёта-разгонщика WhiteKnightTwo, дальнейший путь он проделывает самостоятельно. Время полёта — 2,5 часа, из них в невесомости — 5-6 минут. На борту космолёта может находиться до восьми человек одновременно: двое пилотов и шесть пассажиров.

## Деятельность
В феврале 2007 года должностные лица из Virgin Galactic и НАСА подписали меморандум о взаимопонимании с целью изучения возможностей для сотрудничества.
На 2009 год приняты заявки на полёты более чем от 450 человек и более 150 человек внесли деньги на депозит; стоимость одного билета на 2009 год составляла 250 000 долл.
Основатель Virgin Galactic Ричард Брэнсон первоначально надеялся увидеть первый полет к концу 2009 года, но дата была отложена на несколько лет, наиболее серьёзно из-за крушения VSS Enterprise в октябре 2014 года.
Компания провела раннюю работу по конструированию спутника LauncherOne, прежде чем он был передан отдельной организации Virgin Orbit в 2017 году. Компания также стремится к созданию суборбитального транспорта, и в 2017 году Брэнсон заявил, что Virgin Galactic была «лучшей в мире», чтобы обеспечить ракетные полеты от точки до точки на скорости 3000 миль в час (4800 км/ч). 13 декабря 2018 года VSS Unity осуществила первый суборбитальный космический полет проекта VSS Unity VP-03 с двумя пилотами, достигнув высоты 82,7 километра (51,4 мили) и официально войдя в космическое пространство по американским стандартам. В феврале 2019 года космолёт вмещал трех человек, включая пассажира, на VSS Unity VF-01, с членом команды, плавающим в кабине во время космического полета, который достиг 89,9 километра (55,9 миль).

## Структура и история

### Формирование и ранняя деятельность
Virgin Galactic была основана в 2004 году британским предпринимателем сэром Ричардом Брэнсоном, который ранее основал Virgin Group и авиакомпанию Virgin Atlantic, а также установил немало рекордов по полётам на воздушных шарах. В рамках продвижения корпорации Брэнсон добавил вариацию ливреи Virgin Galactic к своему личному бизнес-джету Dassault Falcon 900EX «Galactic girl» (G-GALX).

### The Spaceship Company
The Spaceship Company(TSC) была основана Ричардом Брэнсоном через Virgin Group (доля 70 %) и Бёртом Рутаном через Scaled Composites (доля 30 %) для строительства коммерческих космических кораблей и запуска космолётов. С момента образования TSC в 2005 году заказчиком запуска была Virgin Galactic, которая заключила контракт на покупку пяти SpaceShipTwo и двух WhiteKnightTwo. Scaled Composites был заключён контракт на разработку и создание первоначальных прототипов WhiteKnightTwo и SpaceShipTwo, а затем, начиная с 2008 года, TSC начала производство последующих транспортных средств. В 2012 году, после того, как корпорация Northrop Grumman приобрела Scaled Composites, Virgin Galactic приобрела оставшиеся 30 % компании Spaceship.

### Инвесторы
После заявленных инвестиций Virgin Group в размере 100 миллионов долларов США в 2010 году суверенный фонд Абу-Даби, Mubadala Investment Company, приобрел 31,8 % акций Virgin Galactic за 280 миллионов долларов США, получив эксклюзивные региональные права на запуск туристических и научно-исследовательских космических полетов из столицы Объединенных Арабских Эмиратов. В июле 2011 года Aabar инвестировала ещё 110 миллионов долларов США в разработку программы запуска малых спутников на низкую околоземную орбиту, в июне 2014 года Virgin объявила, что ведет переговоры с Google о вливании капитала для финансирования как разработки, так и операций. Правительство Нью-Мексико инвестировало около 200 миллионов долларов (121 миллион фунтов стерлингов) в объект Spaceport America, якорным арендатором которого является Virgin Galactic; другие коммерческие космические компании также используют этот объект.
28 октября 2019 года Virgin Galactic зарегистрировалась на Нью-Йоркской фондовой бирже, торгуясь под тикером «SPCE».
В середине февраля 2022 года акции Virgin Galactic выросли на 14 % после начала продаж билетов в космос.

### План первого полета
На космическом корабле, первоначально названном SpaceShipTwo, планируется совершить суборбитальное путешествие с коротким периодом невесомости. Пронесенное примерно на 16 километров, или 52 000 футов, под самолётом-носителем White Knight II, после отделения транспортное средство продолжало бы двигаться более чем 100 км. Время от старта ракеты-носителя, несущей SpaceShipTwo, до приземления космического корабля после суборбитального полета составит около 2,5 часов. Сам суборбитальный полет займет лишь небольшую часть этого времени, а невесомость продлится примерно 6 минут. Пассажиры смогут освободиться от своих сидений в течение этих шести минут и плавать по салону.

### Разработки
В июле 2007 года трое сотрудников Scaled Composites погибли и трое получили тяжелые ранения во время испытаний компонентов ракетного двигателя для SpaceShipTwo на территории испытательной площадки, расположенной в Аэрокосмическом центре Мохаве. Взрыв произошел во время испытания на холодном огне, в ходе которого закись азота протекала через топливные форсунки. Ожидалось, что процедура будет безопасной.
Всего год спустя, в июле 2008 года, Ричард Брэнсон предсказал, что первый космический полет состоится в течение 18 месяцев. В октябре 2009 года Virgin Galactic объявила, что первые полеты из космопорта Америка состоятся «в течение двух лет». Позже в том же году Scaled Composite объявила, что первые полеты White Knight Two совместно с SpaceShipTwo состоятся в начале 2010 года. Оба самолёта действительно летали вместе в марте 2010 года. Достоверность предыдущих обещаний Virgin Galactic о сроках запуска была поставлена под сомнение в октябре 2014 года её главным исполнительным директором Джорджем Уайтсайдом, когда он сказал The Guardian: «Мы резко изменились как компания. Когда я присоединился к компании в 2010 году, мы были в основном маркетинговой организацией. Прямо сейчас мы можем спроектировать, построить, протестировать и запустить ракетный двигатель самостоятельно в Мохаве, чего, я думаю, больше никто на планете не способен осуществить».
7 декабря 2009 года SpaceShipTwo был представлен в космопорте Мохаве. Брэнсон сказал 300 присутствующим клиентам, каждый из которых забронировал полеты по 200 000 долларов каждый, что они начнутся «в 2011 году». Однако в апреле 2011 года Брэнсон объявил о дальнейших задержках, заявив: «Я надеюсь, что через 18 месяцев мы будем сидеть в нашем космическом корабле и отправимся в космос». К февралю 2012 года SpaceShipTwo выполнила 15 испытательных полетов, прикрепленных к White Knight Two, и ещё 16 испытаний на скольжение, последнее из которых состоялось в сентябре 2011 года. Испытательный полет SpaceShipTwo с ракетным двигателем состоялся 29 апреля 2013 года, с горением двигателя продолжительностью 16 секунд. Короткий полет начался на высоте 47000 футов и достиг максимальной высоты в 55000 футов. В то время как SS2 достиг скорости 1,2 Маха (920 миль в час), это было меньше половины скорости в 2000 миль в час, предсказанной Ричардом Брэнсоном. Второй сверхзвуковой полет SpaceShipTwo достиг скорости 1100 миль в час в течение 20 секунд; хотя это было улучшением, он значительно не дотянул до 2500 миль в час в течение 70 секунд, необходимых для перевозки шести пассажиров в космос. Однако Брэнсон все же объявил, что его космический корабль будет способен «запускать 100 спутников каждый день».
В дополнение к суборбитальному пассажирскому бизнесу Virgin Galactic намеревалась продавать SpaceShipTwo для суборбитальных космических научных миссий и White Knight Two для услуг по запуску «малых спутников». Она планировала инициировать RFPS для спутникового бизнеса в начале 2010 года, но по состоянию на 2014 год полеты не осуществились. 14 мая 2013 года Ричард Брэнсон заявил в утреннем шоу Virgin Radio Dubai Kris Fade, что он будет на борту первого публичного полета SpaceShipTwo, который снова был перенесен, на этот раз на 25 декабря 2013 года. «Может быть, я оденусь как Дед Мороз», — сказал Брэнсон. Третий испытательный полет SpaceShipTwo с ракетным двигателем состоялся 10 января 2014 года и успешно протестировал систему управления реакцией космического корабля (RCS) и недавно установленное теплозащитное покрытие на хвостовых балках корабля. Генеральный директор Virgin Galactic Джордж Уайтсайд сказал: «Мы постепенно приближаемся к нашей цели начать коммерческое обслуживание в 2014 году». В интервью The Observer во время своего 90-летия в июле 2014 года мать Брэнсона, Ева, рассказала репортеру Элизабет Дэй о своем намерении отправиться в космос. На вопрос, когда это может произойти, она ответила: «Я думаю, что это конец года», добавив после паузы: «Это всегда конец года». В феврале 2014 года трещины в WhiteKnightTwo, где лонжероны соединяются с фюзеляжем, были обнаружены во время инспекции, проведенной после того, как Virgin Galactic приобрела самолёт, сконструированный Scaled Composites.
В сентябре 2014 года Ричард Брэнсон описал предполагаемую дату первого коммерческого полета как февраль или март 2015 года; к моменту этого объявления новое топливо на основе пластика ещё не зажигалось при полёте. К сентябрю 2014 года три испытательных полета SS2 достигли высоты около 71 000 футов, примерно 13 миль; чтобы получить лицензию Федерального управления гражданской авиации на перевозку пассажиров, судно должно выполнить испытательные полеты на полной скорости и на высоте 62 мили. После объявления о дальнейших задержках британская газета The Sunday Times сообщила, что Брэнсон столкнулся с негативной реакцией со стороны тех, кто забронировал рейсы с Virgin Galactic, при этом компания получила 80 миллионов долларов. Том Бауэр, автор книги «Брэнсон: человек за маской», сделал заявление для газеты «Санди таймс»: «Они потратили 10 лет, пытаясь усовершенствовать один двигатель, и потерпели неудачу. Сейчас они пытаются использовать другой двигатель и выйти в космос через шесть месяцев. Это просто невозможно». Научный редактор Би-би-си Дэвид Шукман прокомментировал в октябре 2014 года, что «энтузиазм и решимость Брэнсона несомненны. Но его последние обещания начать первую пассажирскую поездку к концу этого года уже несколько месяцев назад начали выглядеть нереалистичными».

#### Крушение VSS Enterprise
В 10:51 по местному времени 31 октября 2014 года четвёртый испытательный полет первого ракетного корабля компании SpaceShipTwo, VSS Enterprise, закончился катастрофой, поскольку он развалился в воздухе, а обломки упали в пустыню Мохаве в Калифорнии вскоре после того, как были выпущены из материнского корабля. Первоначальные сообщения объясняли потерю неопознанной «аномалией в полете». Полет стал первым испытанием SpaceShipTwo с новым топливом на основе пластика, заменившим оригинальное твердое топливо на основе резины, которое не оправдало ожиданий. 39-летний второй пилот Майкл Олсбери погиб, а 43-летний пилот Питер Зибольд был серьёзно ранен.
Первоначальные исследования показали, что двигатель и топливные баки были целы, что свидетельствует о том, что взрыва топлива не было. Данные телеметрии и видеозапись из кабины пилота показали, что вместо этого воздушная тормозная система, по неизвестным причинам, сработала неправильно и слишком рано, и что корабль развалился в воздухе через несколько секунд.
Председатель Национального совета по безопасности на транспорте США Кристофер Харт заявил 2 ноября 2014 года, что исследователи определили, что хвостовая система SpaceShipTwo должна была быть выпущена для развертывания, поскольку корабль двигался примерно в 1,4 раза быстрее звука; вместо этого хвостовая часть начала поворачиваться, когда корабль летел со скоростью 1 Мах. «Я не утверждаю, что это является причиной несчастного случая. У нас есть месяцы и месяцы расследования, чтобы определить, в чём была причина.» На вопрос, была ли ошибка пилота возможным фактором, Харт ответил: «Мы рассматриваем все эти вопросы, чтобы определить, что было основной причиной этой неудачи». Он отметил, что также неясно, как хвостовой механизм начал вращаться, как только он был разблокирован, поскольку этот манёвр требует отдельной команды пилота, которая никогда не давалась, и позволило ли положение корабля в воздухе и его скорость каким-то образом освободить хвостовую часть самостоятельно.
В ноябре 2014 года Брэнсон и Virgin Galactic подверглись критике за свои попытки дистанцировать компанию от катастрофы, назвав пилотов-испытателей сотрудниками Scaled Composites. В официальном заявлении Virgin Galactic от 31 октября 2014 года говорилось: «Партнер Virgin Galactic Scaled Composites ранее сегодня провел испытательный полет SpaceShipTwo. Местные власти подтвердили, что один из двух пилотов Scaled Composites погиб во время аварии». Это сильно контрастировало с публичными сообщениями, ранее опубликованными об успешных полетах группы, в которых регулярно представлялись пилоты, корабли и проекты в рамках тех же организационных структур, что и полеты «Virgin Galactic». Дэвид Шукман из Би-би-си прокомментировал это так: «Даже когда появляются подробности того, что пошло не так, это явно огромная неудача для компании, надеющейся стать пионером новой индустрии космического туризма. Уверенность — это всё, и это не будет стимулировать длинный список клиентов знаменитостей и миллионеров, ожидающих своего первого рейса».
На слушаниях в Вашингтоне 28 июля 2015 года и в пресс-релизе в тот же день NTSB сослался на неадекватные гарантии конструкции, плохую подготовку пилотов, отсутствие строгого надзора FAA и потенциально тревожного второго пилота без недавнего летного опыта в качестве важных факторов катастрофы 2014 года. Они установили, что второй пилот, погибший в результате аварии, преждевременно открыл подвижную хвостовую часть примерно через десять секунд после того, как SpaceShipTwo запустил свой ракетный двигатель и преодолел звуковой барьер, в результате чего корабль развалился на части. Но комиссия также обнаружила, что подразделение Scaled Composites корпорации Northrop Grumman, которое разработало и запустило прототип космического туристического корабля, не подготовилось должным образом к потенциальным человеческим промахам, обеспечив отказоустойчивую систему, которая могла бы защитить от такого преждевременного развертывания. «Необходимо предвидеть одноточечную человеческую неудачу», — сказал член правления Роберт Самуолт. Вместо этого «Scaled Composites» полностью рассчитывали на мастерство пилотов.
Председатель NTSB Кристофер Харт подчеркнул, что учёт человеческого фактора, который не был подчеркнут при проектировании, оценке безопасности и эксплуатации системы «Feather» SpaceShipTwo, имеет решающее значение для безопасного полета человека в космос, чтобы смягчить потенциальные последствия человеческой ошибки. «Пилотируемые коммерческие космические полеты — это новый рубеж со многими неизвестными рисками и опасностями. В таких условиях необходимо строго установить и, по возможности, расширить пределы безопасности вокруг известных видов риска. Для успешного завершения коммерческих космических полетов мы должны тщательно выявлять и смягчать известные риски в качестве предварительного условия для выявления и смягчения новых».
В своем докладе NTSB Virgin Galactic сообщает, что второй SpaceShipTwo, в настоящее время близящийся к завершению, был модифицирован автоматическим механическим блокирующим устройством для предотвращения блокировки или разблокировки системы «Feather» во время критических для безопасности фаз. Явное предупреждение об опасности преждевременной разблокировки также было добавлено в контрольный список и руководство по эксплуатации, а для SS2 используется формализованный подход к управлению ресурсами экипажа (CRM), уже используемый Virgin для своих операций WK2. Однако, несмотря на то, что проблемы с CRM были названы в качестве вероятной причины, Virgin подтвердила, что не будет изменять систему отображения кабины пилотов.
В то время как Virgin занимается разработкой ракеты-носителя smallsat с 2012 года, в 2015 году компания начала делать бизнес по запуску smallsat большей частью основного бизнес-плана Virgin, поскольку программа пилотируемых космических полетов Virgin столкнулась с многочисленными задержками. Эта часть бизнеса была выделена в новую компанию под названием Virgin Orbit в 2017 году.

### VSS Unity
После крушения VSS Enterprise была запущена замена SpaceShipTwo под названием VSS Unity 19 февраля 2016 года. 
Испытательные полеты должны были начаться после завершения наземных испытаний в августе 2016 года.
В декабре 2016 года VSS Unity совершил свой первый полёт, успешное испытание скольжения в воздухе. которое продолжалось десять минут. 
К январю 2018 года было завершено семь глиссадных испытаний, а 5 апреля 2018 года он выполнил испытательный полет с приводом, первый с 2014 года. К июлю 2018 года Unity значительно продвинулся в своей программе испытаний выше и быстрее, чем его предшественник. 13 декабря 2018 года VSS Unity достигла высоты 82,7 км (51,4 мили) над Землей со скоростью, близкой к трехкратной скорости звука. Два пилота, Марк Стаки и Фредерик Стеркоу, получили коммерческие крылья астронавтов от правительства США за это достижение. Другой рейс в феврале 2019 года впервые перевозил третьего члена экипажа (в пассажирском салоне).
После переброски на космопорт Америка в Нью-Мексико в феврале 2020 года было проведено несколько испытательных полётов на высоте 15 км.
Из-за резкого роста числа случаев Covid-19 в Нью-Мексико Virgin Galactic пришлось отложить ключевой испытательный полёт своего космического корабля в ноябре 2020 года, а затем в декабре 2020 года проблема с подключением компьютера помешала зажиганию двигателя.
После первого успешного испытательного полёта VSS Unity 22 мая 2021 года ракетоплан должен получить необходимые лицензии, это должно произойти до конца нынешнего года; лицензирование будет осуществлять Федеральное управление гражданской авиации США (FAA).
11 июля 2021 года состоялся суборбитальный полёт Virgin Galactic Unity 22, среди 6 пассажиров находился глава компании «Virgin Galactic» Ричард Брэнсон.
Очереди на полет по оплаченным билетам уже дожидаются около 600 будущих пассажиров.

### VSS Imagine
Первый космический корабль VSS Imagine покинул ангар 30 марта 2021 года, и было указано, что наземные испытания должны начаться не ранее лета 2021 года.

### Коммерческие полёты
29 июня 2023 года компания Virgin Galactic реализовала миссию Galactic 01, в рамках которой был проведён первый коммерческий суборбитальный полёт компании. Миссия Galactic 01 носила исследовательский характер и была реализована в интересах ВВС Италии и Национального исследовательского совета Италии.
10 августа 2023 года компания Virgin Galactic провела второй коммерческий суборбитальный пуск, который одновременно стал её первым туристическим полётом в космос. Миссии Galactic 02 стартовала с площадки космодрома Spaceport America в Нью-Мексико.
8 сентября 2023 года стартовал третий успешный коммерческий суборбитальный туристический запуск космоплана VSS Unity. Старт состоялся с космодрома Америка, расположенного в штате Нью-Мексико.

## Сотрудничество

### Потенциальное сотрудничество с НАСА
В феврале 2007 года Virgin объявила, что они подписали меморандум о взаимопонимании с НАСА для изучения потенциала сотрудничества, но на сегодняшний день это привело лишь к относительно небольшому контракту в 2011 году на сумму до 4,5 миллионов долларов на исследовательские полеты.

### Провайдер спутникового доступа в Интернет OneWeb
Virgin Group в январе 2015 года объявила об инвестициях в корпорацию OneWeb, предоставляющую всемирную услугу доступа в Интернет WorldVu. Virgin Galactic возьмет на себя часть контрактов на запуск спутников на орбиту 1200 км. В предполагаемых запусках будет использоваться недопроектированная система LauncherOne.

### Сотрудничество с Boom Technology
Virgin Galactic и Virgin Group сотрудничают с Boom Technology, чтобы создать новый сверхзвуковой пассажирский самолёт Boom Overture в качестве преемника Concorde. Этот новый сверхзвуковой самолёт будет летать со скоростью 2,2 Маха (аналогично «Конкорду») в течение 3-часового трансатлантического рейса (половина стандартного), который, по прогнозам, будет стоить от 2500 до 10 000 долларов за место (половина «Конкорда») для загрузки 45 пассажиров («Конкорд» вмещал 100 человек). Ожидается, что с накоплением знаний с момента проектирования Concorde новый самолёт будет более безопасным и дешёвым с лучшей экономией топлива, эксплуатационными расходами и аэродинамикой. Boom будет сотрудничать с компанией The Spaceship Company в области проектирования, поддержки летных испытаний и производства.
Первоначальной моделью будет прототип Supersonic Demonstrator Boom Technology XB-1 «Baby Boom». Он будет способен совершить транстихоокеанский перелет из Лос-Анджелеса в Сидней за 6,75 часа, двигаясь со скоростью 2335 км/ч (1451 миль в час). XB-1 будет оснащен двигателями General Electric J85, авионикой Honeywell, композитными конструкциями, изготовленными Blue Force с использованием продуктов из углеродного волокна TenCate Advanced Composites. Первый полет запланирован на конец 2017 года. Virgin Galactic выбрала 10 единиц.

### Сотрудничество с Under Armour
24 января 2019 года Virgin Galactic объявила о партнерстве с Under Armour для изготовления скафандров для пассажиров и пилотов SpaceShipTwo. Under Armour также создаст униформу для сотрудников Virgin Galactic, работающих на космодроме «Америка». Полный ассортимент, известный как UA | VG (Under Armour | Virgin Galactic), изготовленный с использованием новой ткани Intelliknit от UA, был представлен позже в этом году, в преддверии первого коммерческого полета Ричарда Брэнсона.Этот ассортимент включает базовый слой, скафандр и обувь. Говорят, что базовый слой повысит производительность и кровоток во время полетов с высоким и нулевым G, а подкладка скафандра состоит из новых тканей, таких как Tencel Luxe, SpinIt и Nomex, используемых для контроля температуры и управления влажностью.

## Персонал и пассажиры

### Ключевой персонал
Дэвид Маккей, бывший лётчик-испытатель RAF, был в 2011 году назначен главным пилотом Virgin Galactic и главным лётчиком-испытателем. Стив Исаковиц был назначен президентом Virgin Galactic в июне 2013 года. В октябре 2016 года Майк Мозес сменил Стива Исаковица на посту президента; Исаковиц перешел в The Aerospace Corporation как новый президент и генеральный директор; Мозес до этого был вице-президентом по операциям, директором полетов НАСА и менеджером по интеграции шаттлов.

### Персонал
Основатель: Ричард Брэнсон
Председатель: Чамат Палихапития
Генеральный директор: Майкл Колглазье
Финансовый директор: Джон Кампанья
Президент: Майк Мозес

### Корпус пилотов
Главный пилот: Дэвид Маккей
Главный лётный инструктор: Майк Масуччи
Вице-президент по безопасности: Тодд "Лейф" Эриксон
Лётчик-испытатель: Марк Стаки
Лётчик-испытатель: Келли Латимер
Пилот: Фредерик Стеркоу
Пилот: Никола Печиле
Главный инструктор-астронавт: Бет Мозес

### Пассажиры
Список пассажиров Virgin Galactic размещен на веб-сайте, не связанном с Virgin Galactic. На сайте перечислены космические туристы, которые забронировали рейс с Virgin Galactic.

## Космические корабли

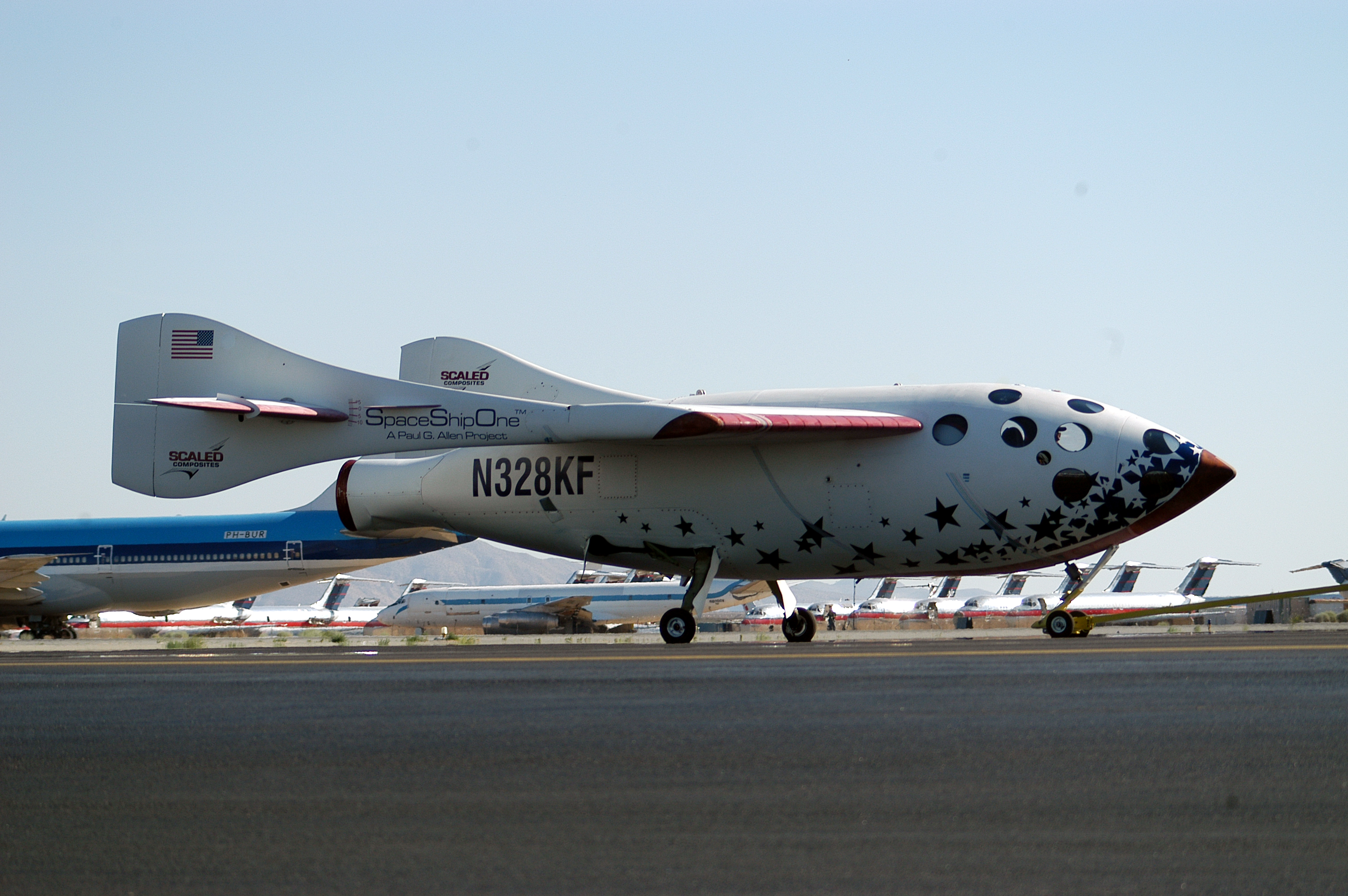
SpaceShipOne — первый частный летательный аппарат для полётов выше 100 км

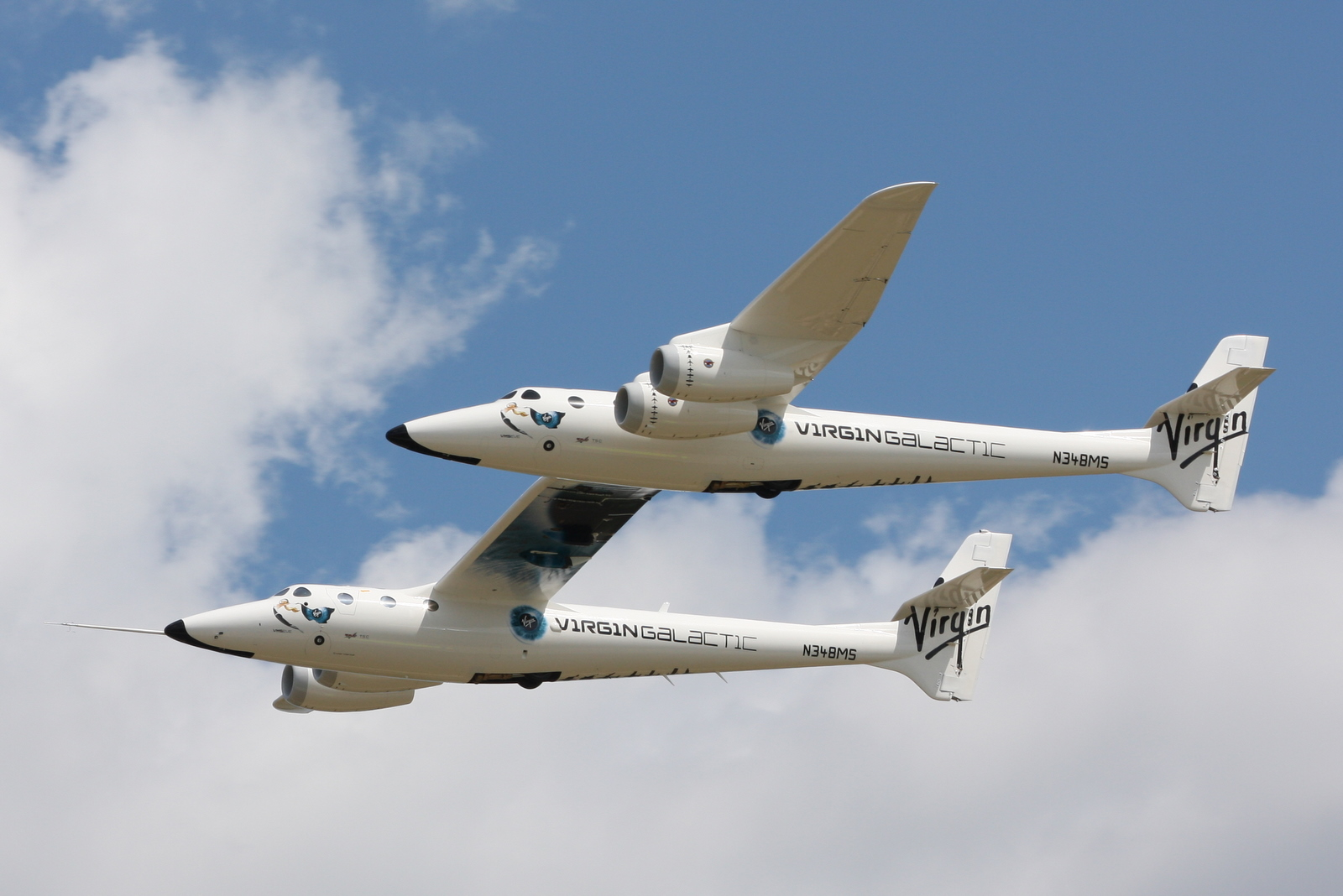
WhiteKnight2

Virgin Atlantic GlobalFlyer — экспериментальный одноместный реактивный самолёт, созданный для кругосветного беспосадочного перелёта без дозаправок.
Самолёты-носители:
- WhiteKnightOne[англ.]
- White Knight Two (WK2) — это специальный самолёт, построенный в качестве материнского корабля и стартовой платформы для космического корабля SpaceShipTwo и ракеты-носителя «Стартер». Материнский корабль представляет собой большой самолёт с неподвижным крылом с двумя корпусами, соединенными вместе центральным крылом. Планируется два самолёта — VMS Eve[68] и VMS Spirit[69][70]. Система LauncherOne будет использовать Boeing 747-400 Cosmic Girl, который был приобретен у Virgin Atlantic[71][72].

Космолёты:
- SpaceShipOne
- SpaceShipTwo:
  - первый — VSS Enterprise, потерпел крушение 31 октября 2014 года, погиб один из двух пилотов;
  - второй — VSS Unity — создан сменить предшественника.
- SpaceShipThree[англ.] — представлен весной 2021 г. Первый космолёт этого поколения назван VSS Imagine; проходит наземные испытания, лётные тесты запланированы на лето на полигоне в штате Нью-Мексико.[73]

## Другие проекты

### LauncherOne
LauncherOne — это орбитальная ракета-носитель, которая была публично анонсирована в июле 2012 года. Она предназначена для запуска на околоземную орбиту полезных грузов «smallsat» весом 200 кг (440 фунтов). Несколько коммерческих клиентов, включая GeoOptics, Skybox Imaging, Spaceflight Services и Planetary Resources, заключили контракты на запуски. Surrey Satellite Technology и Sierra Nevada Space Systems разрабатывают спутниковые шины, «оптимизированные для конструкции LauncherOne». В октябре 2012 года Virgin объявила, что LauncherOne может разместить 200 кг (440 фунтов) на солнечно-синхронной орбите. Virgin планирует продавать эту доставку полезной нагрузки менее чем за 10 000 000 долларов США за миссию, в то время как максимальная полезная нагрузка для миссий на низкой орбите составляет 230 кг (500 фунтов).
Virgin Galactic работает над концепцией LauncherOne, по крайней мере, с конца 2008 года, а технические характеристики были впервые подробно описаны в конце 2009 года. Конфигурация LauncherOne предлагается как расходуемая двухступенчатая ракета на жидком топливе, запускаемая с воздуха из White Knight Two. Это сделало бы его похожей на конфигурацию, используемую Пегасом Orbital Sciences, или уменьшенной версией StratoLaunch.
В 2015 году Virgin Galactic создала центр исследований, разработок и производства LauncherOne площадью 150 000 кв. футов в аэропорту Лонг-Бич. Компания сообщила в марте 2015 года, что они планируют начать тестовые полеты LauncherOne с двигателем Newton 3 к концу 2016 года. 25 июня 2015 года компания подписала контракт с OneWeb Ltd. для 39 запусков спутников для своей группы спутников с возможностью дополнительных 100 запусков.
2 марта 2017 года Virgin Galactic объявила, что её команда LauncherOne из 200 человек переходит в новую компанию под названием Virgin Orbit.
30 июня 2021 года компания Virgin Orbit провела первый эксплуатационный пуск ракеты-носителя LauncherOne Flight Three («Tubular Bells Part One») и вывела на околоземную орбиту семь спутников.

### Суборбитальное путешествие от точки к точке
В 2016 году было объявлено, что TSC, Virgin Galactic и Virgin Group будут сотрудничать с Boom Technology для разработки сверхзвукового трансокеанского пассажирского лайнера и что рассмотрение концепции полета Mach 3 завершено.

## Конкуренция
Virgin Galactic — не единственная корпорация, занимающаяся суборбитальными космическими аппаратами для туризма. Blue Origin также разрабатывает суборбитальные полеты со своим космическим кораблем New Shepard. Хотя первоначально Джефф Безос был более скрытным в своих планах, он сказал, что компания разрабатывает космический корабль, который будет взлетать и приземляться вертикально и доставлять трех или более астронавтов на край космоса. New Shepard пролетел над линией Кармана в 2015 и в 2016 году. В апреле 2021 года они завершили свой пятнадцатый испытательный полет, со следующей миссией, NS 16, нацеленной на перевозку экипажа 20 июля 2021 года.
16 сентября 2014 года SpaceX и Boeing получили контракты в рамках программы НАСА CCtCap на разработку своих космических аппаратов Crew Dragon и CST-100 Starliner соответственно. Оба проекта представляют собой конструкции капсул для доставки экипажа на орбиту, отличающиеся от коммерческого рынка, на который ориентирован Virgin Galactic.
Ныне несуществующий XCOR Aerospace также работал над ракетными самолётами в течение многих лет, которые были у Virgin Galactic; суборбитальный аппарат XCOR Lynx разрабатывался более десяти лет, и его предшественник, экспериментальный ракетный самолёт XCOR EZ-Rocket, действительно совершил полет, но в 2017 году компания закрылась.

## Космопорт
23 октября 2010 года компания открыла первый в мире частный космопорт «Америка».